# Michael Madsen (ishockeyspiller)
 Der er flere personer med dette navn, se Michael Madsen.
Michael Decker Madsen (født d. 21. november 1980) er en dansk ishockeymålmand der fra sæsonen 2007-08 spiller for Rødovre Mighty Bulls i Superisligaen.
Han startede karrieren i Vojens Ishockey Klub og har i Danmark desuden spillet for Hvidovre, Rungsted og Herlev. Han har derudover spillet i Heilbronner Falken i Tyskland samt i den næstbedste finske række hos Vaasan Sport.
Michael Madsen har spillet for Danmark ved 6 VM-slutrunder, heraf samtlige de 5 gange Danmark har deltaget ved A-VM. Han har som oftest været 2. målmand bag Peter Hirsch, men har de seneste sæsoner i stigende grad gjort Hirsch rangen stridig som Danmarks bedste målmand.

## Ekstern henvisning
Statistik fra www.eurohockey.net